# Difeomorfismus
Difeomorfizmus je v matematice zobrazení, které je spojitě diferencovatelné a existuje k němu inverzní zobrazení, které je také spojitě diferencovatelné. Pokud mezi množinami {\displaystyle A} a {\displaystyle B} existuje difeomorfizmus, říkáme, že množiny jsou difeomorfní. Definice se používá obvykle buď pro otevřené podmnožiny Eukleidova prostoru {\displaystyle \mathbb {R} ^{n}}, anebo pro hladké variety, kde je diferencovatelnost zobrazení také dobře definovaný pojem.

## Formální definice
Pro variety M a N, je bijekce {\displaystyle f} z M do N difeomorfizmus pokud jak
{\displaystyle f:M\to N}
tak i inverze
{\displaystyle f^{-1}:N\to M}
jsou diferencovatelné (pokud jsou tyto funkce dokonce r krát spojitě diferencovatelé, f se nazývá {\displaystyle C^{r}}-difeomorfmizmus).
Dvě variety M a N jsou difeomorfní, pokud existuje difeomorfizmus :{\displaystyle f:M\to N}.

Podobně funkce :{\displaystyle f:M\to N\,} se nazývá lokální difeomorfizmus, pokud pro každý bod {\displaystyle x\in M} existuje jeho okolí U takové, že {\displaystyle f(U)} je otevřené v N a
{\displaystyle f|_{U}:U\to f(U)\,}
je difeomorfizmus.

## Příklady
- Polární souřadnice {\displaystyle (r,\phi )} v rovině můžeme chápat jako difeomorfizmus

{\displaystyle (0,\infty )\times (-\pi ,\pi )\to \mathbb {R} ^{2}\backslash \{(x,0);\,\,x\leq 0\},}
definován vzorcem
{\displaystyle (r,\phi )\mapsto (x,y)=(r\cos \phi ,r\sin \phi ).}
Toto zobrazení má v každém {\displaystyle (r,\phi )} totální diferenciál, stejně jako inverzní zobrazení.
- Eukleidovská rovina je difeomorfní sféře bez jednoho bodu, příslušný difeomorfizmus je stereografická projekce.